# Vaidas Kariniauskas
Vaidas Kariniauskas (Alytus, 16 novembre 1993) è un cestista lituano.

## Carriera
Il 18 agosto 2016 firma per la Pallacanestro Cantù un contratto annuale. Tuttavia il 28 gennaio 2017 non si presenta agli allenamenti della squadra, lamentando anche un ritardo nel pagamento dello stipendio (notizia subito smentita dalla società) e così il 1º febbraio rescinde consensualmente il contratto con il club per accasarsi al Cluj-Napoca.
Con la nazionale lituana ha disputato i Giochi olimpici di Rio de Janeiro 2016.

## Palmarès
- Campionato lituano: 2

Žalgiris Kaunas: 2014-15
Rytas: 2021-22
- Campionato rumeno: 2

U. Cluj-Napoca: 2016-17
CSM Oradea: 2017-18
- Coppa di Lituania: 1

Žalgiris Kaunas: 2015
- Coppa di Romania: 1

U. Cluj-Napoca: 2017